# Щепин-Ростовский, Дмитрий Александрович
Князь Дмитрий Александрович Щепин-Ростовский (1798 — 22 октября [3 ноября] 1859, Шуя, Владимирская губерния) — декабрист.

## Биография

### Юность и восстание
Князь Дмитрий Александрович Щепин-Ростовский родился в 1798 году, происходил из древнего княжеского рода Щепиных-Ростовских. Отец — капитан Александр Иванович Щепин-Ростовский (22 октября (2 ноября) 1768 — октябрь 1825); мать — Ольга Мироновна, урождённая Варенцова-Тарховская (1779 — 9 (21) января 1851).
В 1803 году, князь и княгиня Щепин-Ростовские, посетили с сыном Дмитрием Святую Землю, привезя оттуда святой земли для вложения её в основание храма в поместье Иванково.
Образование получил в Морском кадетском корпусе, куда поступил 5 (17) марта 1810 года, гардемарин — 9 (21) июня 1813 года, мичман — 16 (28) февраля 1816 года, в 1817 и 1818 в плавании от Кронштадта до Кадиса на корабле «Нептунус» и обратно на испанском транспорте, переведён в Гвардии экипаж — 16 (28) октября 1819 года, лейтенант — 22 апреля (4 мая) 1821 года, уволен от службы капитан-лейтенантом — 27 ноября (9 декабря) 1822 года. Вновь определён на службу в лейб-гвардии Московский полк поручиком — 1 (13) декабря 1823 года, штабс-капитан — 12 (24) декабря 1824 года, командир 6 фузилерной роты (1825).
В 1826 году имел 114 душ, «из коих 35 душ в 24-летнем банке и уже описаны к продаже», и сенокосные и лесные дачи.
Не будучи формально членом тайного общества, присутствовал на совещаниях у К. Ф. Рылеева и Е. П. Оболенского, где обсуждались планы восстания. 14 (26) декабря 1825 года во время восстания декабристов вместе с А. А. и М. А. Бестужевыми вывел солдат Московского полка на Сенатскую площадь, причём ранил пять человек, пытавшихся остановить полк, в том числе двух генералов — В. Н. Шеншина и П. А. Фредерикса, полковника Хвощинского, двух гренадер, захватив при этом полковое знамя. В своих воспоминаниях В. И. Штейнгель отмечал, что «участие князя Щепина-Ростовского в предварительных совещаниях ничем не доказано. Он твёрдо стоял в том, что защищал присягу Константину Павловичу по долгу».
Арестован в доме Кусовниковой на Сенатской площади, привезён на главную гауптвахту, затем в 10 часов вечера в Петропавловскую крепость в № 6 Алексеевского равелина, 17 (29) декабря 1825 года повелено заковать в ручные железа, раскован — 30 апреля (12 мая) 1826 года.

### Ссылка
Вслед за тем Щепин-Ростовский, в числе прочих декабристов, был судим Верховным уголовным судом, по важности предъявленных к нему обвинений отнесён к первому разряду государственных преступников и приговорён к смертной казни отсечением головы. 10 (22) июля 1826 года ему Всемилостивейше была дарована жизнь и, по лишении чинов и дворянства, он определён был к ссылке на вечные каторжные работы. 8 (20) августа 1826 года отправлен в Свартгольм, а 22 августа (3 сентября) 1826 года срок каторги был сокращён ему до 20 лет. Доставлен в Читинский острог 25 августа (6 сентября) 1827 года, переведён в Петровский Завод в сентябре 1830 года. Участник казематского хора декабристов.
Ещё до истечения срока, в 1839 году, Щепин-Ростовский был освобождён от каторжных работ и водворён на поселение сперва в селе Тасевском Канского округа Енисейской губернии (ныне Тасеево Красноярского края).
Дмитрий Александрович хорошо владел тремя языками (не считая русского), делал хорошие переводы стихов европейских поэтов, сам писал стихи, хорошо играл на скрипке и гитаре. Был хорошим оратором, знал труды древних философов, помнил наизусть многие богословские книги, что помогло ему в трудные годы каторги и ссылки в с. Тасеевском при общении с крестьянами, которым кроме уроков истории он разъяснял непонятные им места в Библии.
9 апреля 1842 года по ходатайству матери разрешен перевод в город Курган Курганского округа Тобольской губернии, выехал из Иркутска 10 (22) сентября 1842 года, по прибытии в Тобольск (28 сентября (10 октября) 1842 года) разрешено остаться там до первого зимнего пути, отправлен в Курган 9 (21) октября 1842 года, прибыл туда 15 (27) октября 1842 года. Здесь он прожил 14 лет, ничем определённым не занимаясь; материальное же его положение было обеспечено теми денежными средствами, которые он получал от своей матери, проживавшей в своём имении в Ярославской губернии.
Праздная жизнь, какую вёл Щепин-Ростовский в Кургане, подавала повод местной полиции аттестовать его как лицо «ничем особенно не занимающееся» или (в 1850 г.) «занимающееся чтением книг», а неровный, частью вспыльчивый и несдержанный характер поднадзорного нередко бывал причиной столкновений его с чинами Тобольской администрации. Со стороны недоброжелателей последовал целый ряд доносов, обвинявших его в противоправительственном образе мыслей, результатом чего в 1849 г. было установление за ним особенно строгого надзора; последний поручен был курганскому городничему Родиону Мартыновичу Тарасевичу, который некоторыми полицейскими мерами настолько стеснил свободу Щепина-Ростовского, что тот вынужден был обратиться с жалобой к Тобольскому губернатору. 14 (26) декабря 1850 года произошло столкновение с курганским городничим Тарасовичем, по поводу которого производилось расследование специально командированным чиновником. Назначенное губернатором следствие установило основательность этой жалобы, городничему было сделано замечание за превышение данной ему власти, и с 1851 года доносы на Щепина-Ростовского и неодобрительные отзывы о нём прекратились. Сперва, правда, его аттестовали ещё лицом «не совсем спокойного характера», затем в ведомости было занесено, что в поведении его «ничего предосудительного не замечено», а в последние два года его пребывания в Сибири аттестация администрации о нём была даже хорошая.

### После возвращения из Сибири
По Всемилостивейшему манифесту 26 августа (7 сентября) 1856 года ему и законным детям, рождённым после приговора, были возвращены права потомственного дворянства, но без княжеского титула, было разрешено вернуться из Сибири. В декабре 1856 года он выехал на родину, поселился в родовом имении своём Иваньково Ростовского уезда Ярославской губернии. Иваньково (Иванково) на Лиге не сохранилось, в настоящее время — пустошь недалеко от деревни Землево на территории Инальцинского сельского поселения Борисоглебского района Ярославской области. Получал выплаты от государства в связи с материальными трудностями.
Дмитрий Александрович Щепин-Ростовский умер от паралича 22 октября (3 ноября) 1859 года в Киселёвской больнице в городе Шуе Шуйского уезда Владимирской губернии, ныне город областного подчинения Ивановской области. Ходили слухи, что его отравили, когда он был на балу у одного из дворян. Но никто из врачей не посмел подтвердить или опровергнуть эти слухи.
Причащал и исповедовал князя Дмитрия протоирей Андрей Архангельский. Он и дьяк Иван Воскрасенский, а так же пономарь Василий Прозоровский совершил погребение (очень скромное, по просьбе умирающего) на кладбище Храма Василия Парийского при Киселёвской больнице в Шуе.
В 1880 году, царской охранкой 3 отделения проведено вскрытие могилы декабриста, произошло изъятие документов, захороненных вместе с покойным.
В 1919 году были перерыты могилы Дмитрия Александровича Щепин-Ростовского и его родителей, возможно пытались найти клад .

## Семья
По официальным данным князь Дмитрий Александрович Щепин-Ростовский умер бездетным.
Существует информация о том, что в Сибири женился на Екатерине Юрьевне Огарковой (1825—1880), но были ли венчаны или нет — неизвестно. У них четверых детей. Один ребёнок умер на второй неделе от рождения (1842 год, не крещён), от болезни дыхания (заключение лекаря).
- Дочь Елисавета, уехала с офицером артиллеристом на Алтай, в г. Змеегорск, дальнейшая судьба неизвестна.
  - Внучка Анна Владимировна (1884—1985) в первом браке Смирнова, во втором Андреева. Активная участница благотворительной помощи раненым солдатам в 1 Мировую войну. Умерла в одном из монастырей на Афоне.
    - её дочь Елизавета Алексеевна (род. 1904)
    - её сын Андрей (род. 1907)
- Дочь Екатерина (род. 1845), муж Юрковский Владимир Юрьевич (род. 1840)
  - её дочь Лиза (род. 1865), муж Швейковский Владислав, в браке родилась дочь Анна (род. 1884)
  - её сын Александр (род. 1867), женат на Е. Журавлёвой.
- Сын Дмитрий (род. 1850), женат на Урусовой Екатерине Алексеевне. Предположительно, что их фамилии были Щепины без добавки Ростовские.
  - его дочь Вера (род. 1902)
  - его сын Виктор (род. 1903).

## Образ в кино
- «Звезда пленительного счастья» — актёр Иван Насонов
- «Союз спасения» — актёр Антон Момот